# Twi
Le twi ou tchi ou asante est un dialecte akan parlé au Ghana, principalement par le peuple Ashanti, par 6 à 9 millions de personnes.

## Alphabet
| majuscules | A | B | D | E | Ɛ | F | G | H | I | K | L | M | N | O | Ɔ | P | R | S | T | U | W | Y |
| minuscules | a | b | d | e | ɛ | f | g | h | i | k | l | m | n | o | ɔ | p | r | s | t | u | w | y |

## Prononciation
|            | Antérieure | Centrale | Postérieure |
| ---------- | ---------- | -------- | ----------- |
| Fermée     | i ĩ        |          | u           |
| Pré-fermée | ɪ ɪ̃        |          | ʊ ʊ̃         |
| Mi-fermée  | e          |          | o           |
| Mi-ouverte | ɛ          |          | ɔ           |
| Ouverte    |            | a ã      |             |

|                      | Bilabial | Bilabial | Labio- dental | Labio- dental | Alvéolaire | Alvéolaire | Palato- alvéolaire | Palato- alvéolaire | Palatal | Palatal | Vélaire | Vélaire | Labio-vélaire | Labio-vélaire | Glottale | Glottale |
| -------------------- | -------- | -------- | ------------- | ------------- | ---------- | ---------- | ------------------ | ------------------ | ------- | ------- | ------- | ------- | ------------- | ------------- | -------- | -------- |
| Occlusive            | p        | b        |               |               | t          | d          |                    |                    |         |         | ɡ       | k       |               |               |          |          |
| Occlusive labialisée |          |          |               |               |            |            |                    |                    |         |         | kʷ      | kʷ      |               |               |          |          |
| Nasale               | m        | m        |               |               | n          | n          |                    |                    | ɲ       | ɲ       |         |         |               |               |          |          |
| Nasale labialisée    |          |          |               |               |            |            |                    |                    | ɲʷ      | ɲʷ      |         |         |               |               |          |          |
| Affriquée            |          |          |               |               |            |            | dʒ                 | tʃ                 |         |         |         |         |               |               |          |          |
| Affriquée labialisée |          |          |               |               |            |            | dʒʷ                | tʃʷ                |         |         |         |         |               |               |          |          |
| Fricative            |          |          | f             | f             | s          | s          | ʃ                  | ʃ                  |         |         |         |         |               |               | h        | h        |
| Fricative labialisée |          |          |               |               |            |            |                    |                    | çʷ      | çʷ      |         |         |               |               |          |          |
| Spirante             |          |          |               |               | (l)        | (l)        |                    |                    | j       | j       |         |         | w             | w             |          |          |
| Roulée               |          |          |               |               | r          | r          |                    |                    |         |         |         |         |               |               |          |          |

## Personnalités
Nana Anima Wiafe-Akenten est la première personne à avoir publié une thèse en twi. Elle promeut cette langue par le biais du Nananom Language and Media Center.